# Pequi (cây)
Caryocar Brasiliense (pequi hay hạt souari) là một loài thực vật có hoa có nguồn gốc từ Brazil. Tên gọi pequi bắt nguồn từ từ "pyqui" trong tiếng Tupi, trong đó "py" có nghĩa là vỏ và "quy" có nghĩa là gai.

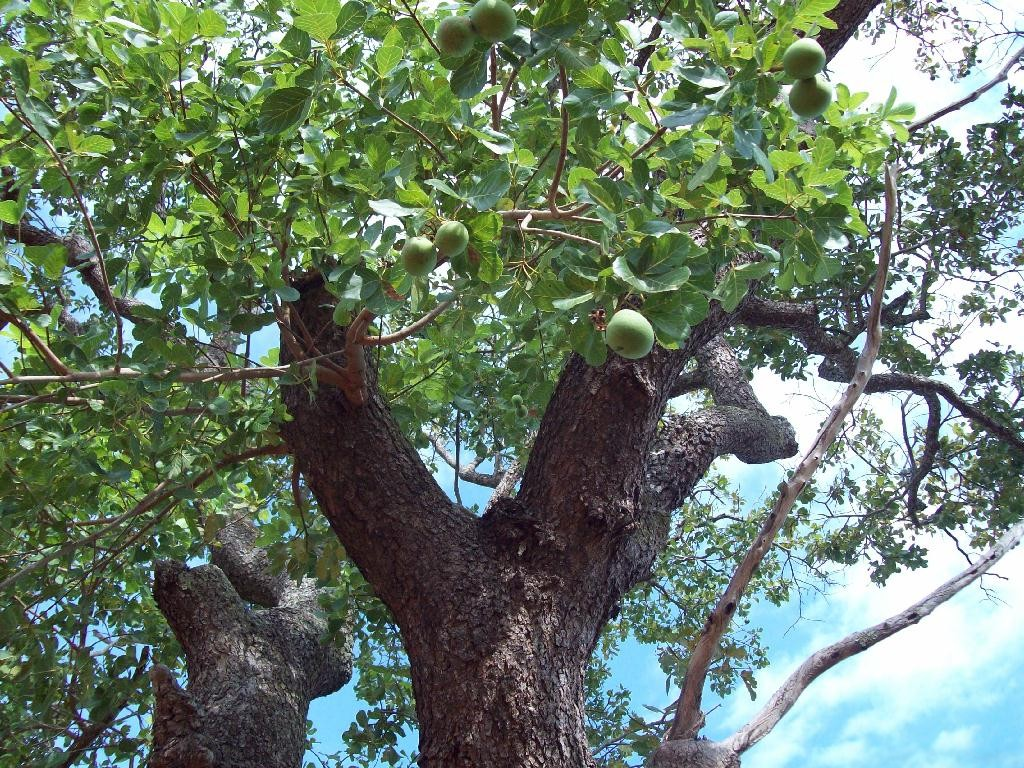
Thân cây

## Mô tả
Đây là một cây thân gỗ cao không quá 9 m; lá kép, mọc đối, rộng 2 dm; hoa lưỡng tính, đường kính 8 cm, có 5 cánh hoa.
Quả của nó màu vàng, có mùi vị và mùi thơm nồng.

## Sử dụng
Pequi là một thành phần của các món ăn được phục vụ ở Goiás và Minas Gerais và có thể được ăn đơn lẻ hoặc đi kèm với một bữa ăn khác. Món pequi với cơm và gà đặc biệt phổ biến. Dầu Pequi từ hạt của cây được sử dụng như một loại dầu ăn. Pequi chiếm một vai trò quan trọng trong văn hóa của các dân tộc bản địa của Brasil ở vùng Cerrado.
50% dầu được chiết xuất từ hạt của loại quả này có thành phần hóa học thích hợp để sản xuất diesel sinh học. Quả pequi có thể được sử dụng để chiết xuất dầu để sản xuất xà phòng và mỹ phẩm. Lá của nó có tác dụng làm se, ngoài ra còn kích thích sản xuất mật. Gỗ của nó có chất lượng tốt và độ bền cao, nặng vừa phải, được dùng làm cọc gỗ và củi; thích hợp cho việc xây dựng dân dụng và hải quân, tà vẹt và là nguồn cung cấp than cho các nhà máy thép.